# Georgische parlementsverkiezingen 1919
De verkiezingen voor de Georgische Grondwetgevende Vergadering vonden plaats van 14 tot en met 16 februari 1919, negen maanden na de oprichting van de Democratische Republiek Georgië. De verkiezingen kenden algemeen kiesrecht voor beide geslachten en alle etnische minderheden en stonden open voor alle politieke partijen. De mensjewistische Sociaaldemocratische Partij kreeg 81 procent van de stemmen, goed voor 109 van de 130 zetels in het parlement van Georgië. Er kwamen nog drie andere partijen in de volksvertegenwoordiging. Onder de verkozen leden waren vijf vrouwen.

## Achtergrond
Op 26 mei 1918 verklaarde de Democratische Republiek Georgië zich onafhankelijk van de Transkaukasische Democratische Federatieve Republiek, een federatie van Georgië, Armenië en Azerbeidzjan. Deze federatie was eerder in 1918 opgericht na de Russische Revoluties van 1917 en de val van het Russische Rijk. De Nationale Raad van Georgië, vanaf oktober 1918 Parlement genoemd, begon meteen na de onafhankelijkheid met het opstellen van regels voor de verkiezing van een Grondwetgevende vergadering. De Grondwetgevende Vergadering moest een volksvertegenwoordigende wetgevende macht worden, verkozen door middel van algemeen kiesrecht inclusief het vrouwenkiesrecht, waar feministen als Kato Mikeladze zich hard voor maakten. De belangrijkste taak van de Grondwetgevende Vergadering werd het formuleren van een grondwet.
De republiek had te maken met verschillende bedreigingen die het bestaan ervan ondermijnden, waaronder territoriale claims van de Armenen die uitmondden in de Armeens-Georgische Oorlog, aanvallen van het Witte Leger onder leiding van Anton Denikin om de controle over Abchazië, en Turkse aanspraken op Adzjarië, de havenstad Batoemi en het grootste deel van Samtsche-Dzjavacheti. De Azerbeidjzanen eisten delen in het oosten van Georgië op, waaronder het door Georgië gecontroleerde Zakatala. Binnenlands waren er ook bolsjewistische elementen actief met steun uit Rusland, tegen het mensjewistisch bestuurde Georgië. Desalniettemin waren eind 1918 de voorbereidingen voor democratische verkiezingen klaar en werd besloten de verkiezingen in februari 1919 te houden, na het begin van de Vredesconferentie van Parijs waar veel Georgische leiders bij aanwezig zouden zijn.

## Kiesstelsel
Op 22 november 1918 werd de kieswet aangenomen die bepaalde dat de verkiezingen volgens algemeen kiesrecht zouden plaatsvinden ongeacht geslacht en "door middel van een gelijke, rechtstreekse en geheime stemming met evenredige vertegenwoordiging". Dit wordt algemeen gezien als illustratief voor het progressieve gehalte dat Georgië kenmerkte in deze periode. Er gold geen kiesdrempel en de kiesgerechtigde leeftijd was 20 jaar. Personen die regelmatig in het leger waren ingeschreven, hadden alleen passief kiesrecht. De stembiljetten werden in het Georgisch gedrukt, maar ook in andere talen in districten waar etnische minderheden woonden.

## Partijen
Er werden vijftien partijen en hun respectievelijke kandidatenlijsten door de centrale verkiezingscommissie goedgekeurd om deel te nemen aan de verkiezingen. In totaal stonden 600 personen kandidaat, waarvan 26 vrouw. De kandidatenlijsten varieerden in grootte van een tot 130 kandidaten.
De Sociaaldemocratische Partij, of ook wel de Mensjewistische Partij van Georgië, was de belangrijkste deelnemende partij. Deze regeerde sinds de onafhankelijkheid feitelijk al over de Democratische Republiek Georgië en was ook in de laatste jaren onder het Russische regime een populaire partij met verkozen afgevaardigden in de Russische Doema. De Socialistisch-Federalistische Revolutionaire Partij van Georgië was de tweede belangrijke partij, en was in de jaren 1907-1917 een belangrijke partij in de Georgische afvaardiging naar de Russische Doema. Na de Oktoberrevolutie vormde de partij een anti-bolsjewistisch blok met de Georgische sociaaldemocraten, de Armeense Dasjnak en Azerbeidzjaanse Müsavat.
De Nationaal-Democratische Partij, achtte zichzelf ideologisch verwant met de Georgische liberale intellectueel en aanjager van de nationale bevrijdingsbeweging, Ilia Tsjavtsjavadze en was de enige grotere rechtse partij. De Georgische Sociaal-Revolutionaire Partij was kort voor de verkiezingen opgericht en kende veel leden, die uit de Russische Sociaal-Revolutionaire Partij kwamen. De partij was uitgesproken links en voerde een oppositie-campagne tegen voornamelijk de sociaaldemocraten, waarbij het zich concentreerde op de plattelandskiezers. Er deden ook partijen mee die etnische of religieuze minderheden vertegenwoordigden, zoals de Armeense Partij in Georgië - "Dasjnaktsoetioen", de Nationale Raad van Moslims en de Groep van Moslims van Bortsjalo, een district ten zuiden van Tbilisi met veel Azerbeidzjaanse moslims, dat grotendeels het hedendaagse Kvemo Kartli beslaat.

## Resultaten

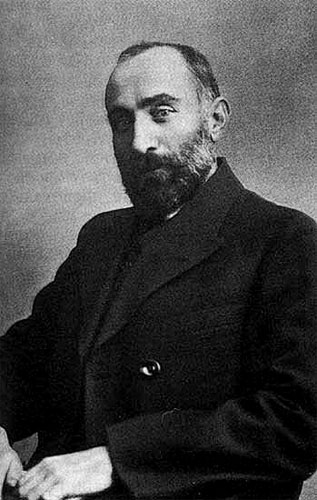
Nikoloz (Karlo) Tsjcheidze werd de voorzitter van de Grondwetgevende Vergadering.

De verkiezingsresultaten werden op 9 maart 1919 officieel bekendgemaakt. De Sociaaldemocratische Partij had 81 procent van de stemmen gekregen en wist daardoor een ruime meerderheid van 109 van de 130 zetels te bemachtigen. De Socialistisch-Federalistische Revolutionaire Partij en de Nationaal-Democratische Partij wisten beiden acht zetels te winnen, en de Sociaal-Revolutionaire Partij kreeg er vijf. De opkomst was 61 procent.
Voor het eerst in de Georgische politieke geschiedenis werden vrouwen in een nationaal volksvertegenwoordigend orgaan gekozen. De vijf verkozen vrouwen waren allen van de Sociaaldemocratische partij. Dit waren Eleonora Ter-Parsegova-Machviladze (#36 op de kieslijst), Minadora Ordzjonikidze-Torosjelidze (#61), Kristine Sjarasjidze (#72), Elisabeth Nakasjidze-Bolkvadze (#79) en Anna Sologasjvili (#110).
Door slechte weersomstandigheden in met name de berg- en hooglandregio's en de veiligheidssituatie in enkele andere gebieden konden de verkiezingen daar in februari 1919 niet plaatsvinden. Deze werden voor een deel in augustus 1919 ingehaald. Op 27 tot 29 maart 1920 vond een tweede ronde inhaalverkiezingen plaats in een aantal andere districten, waarvan Soechoemi de belangrijkste was. Door deze tussenverkiezingen veranderde de samenstelling van het parlement en kwamen er twee extra partijen bij. Het totaal aantal uitgebrachte stemmen kwam daarmee op 618.675.

### Inauguratie parlement
Op 12 maart 1919 werd de eerste sessie van de Grondwetgevende Vergadering gehouden en werd Nikoloz (Karlo) Tsjcheidze gekozen tot voorzitter ervan. Tevens werd als eerste daad de onafhankelijkheidsverklaring van 26 mei 1918 bekrachtigd door alle 130 leden. Er kwam een zevenkoppig presidium, dat voorgezeten werd door Tsjcheidze. Verder zaten hierin vice-voorzitter Alexander Lomtatidze, secretaris Konstantine Dzjaparidze, tweede secretaris Kristine Sjarasjidze en de gewone leden Grigol Natadze, Ekvtime Takaisjvili en Simon Mdivani. Op 14 maart 1919 werd Noë Zjordania herkozen tot voorzitter van de regering, wat neerkwam op de rol van premier en staatshoofd. De Democratische Republiek Georgië had geen monarch of president. 
De belangrijkste taak van de volksvertegenwoordiging was het samenstellen van een grondwet, die in juli 1920 in ontwerp klaar was. De grondwetsartikelen werden vervolgens stuk voor stuk beoordeeld en aangenomen. De hele grondwet van 17 hoofdstukken en 149 artikelen werd op 21 februari 1921 bekrachtigd tijdens de invasie van het Rode Leger, vier dagen voordat hoofdstad Tbilisi viel. Het parlement bleef daarna zijn werk tot 16 maart in Batoemi uitoefenen, waar de grondwet werd gepubliceerd. Nadat het parlement de regering de opdracht had gegeven naar het buitenland te vertrekken om zich in ballingschap voor de onafhankelijkheid in te blijven zetten, bleven de meeste parlementsleden in wat inmiddels de Georgische sovjetrepubliek was geworden. De meerderheid werd op verschillende momenten in de daaropvolgende jaren door de Sovjetautoriteiten geëxecuteerd.
|                                                       | N1                                | Sociaaldemocratische Partij                             | 409.766 | 80,96 | 109 | 105 | 102 |  |  |  |  |  |  |  |
|                                                       | N2                                | Nationaal-Democratische Partij                          | 30.754  | 6,08  | 8   | 7   | 8   |  |  |  |  |  |  |  |
|                                                       | N3                                | Sociaal-Revolutionaire Partij                           | 21.453  | 4,24  | 5   | 6   | 6   |  |  |  |  |  |  |  |
|                                                       | N4                                | Armeense Partij in Georgië - "Dasjnaktsoetioen"         | 2.353   | 0,46  | 0   | 3   | 3   |  |  |  |  |  |  |  |
|                                                       | N5                                | Socialistisch-Federalistische Revolutionaire Partij     | 33.721  | 6,66  | 8   | 8   | 9   |  |  |  |  |  |  |  |
|                                                       | N6                                | Nationale Raad van Moslims                              | 60      | 0,01  | 0   | 0   | 0   |  |  |  |  |  |  |  |
|                                                       | N7                                | Radicaaldemocratische Arbeiderspartij van Georgië       | 3.107   | 0,61  | 0   | 0   | 0   |  |  |  |  |  |  |  |
|                                                       | N8                                | Nationale Partij van Georgië                            | 1.532   | 0,30  | 0   | 1   | 2   |  |  |  |  |  |  |  |
|                                                       | N9                                | Linkse Socialistisch-Federalistische Partij van Georgië | 1.616   | 0,32  | 0   | 0   | 0   |  |  |  |  |  |  |  |
|                                                       | N10                               | Partij van Roestaveli Groep                             | 51      | 0,01  | 0   | 0   | 0   |  |  |  |  |  |  |  |
|                                                       | N11                               | Unie van (niet-partijgebonden) onafhankelijken          | 795     | 0,16  | 0   | 0   | 0   |  |  |  |  |  |  |  |
|                                                       | N12                               | Groep van Moslims van Bortsjalo                         | 77      | 0,02  | 0   | 0   | 0   |  |  |  |  |  |  |  |
|                                                       | N13                               | Russische Sociaaldemocratische Arbeiderspartij          | 779     | 0,15  | 0   | 0   | 0   |  |  |  |  |  |  |  |
|                                                       | N14                               | Esthetische Liga van Patriotten                         | 53      | 0,01  | 0   | 0   | 0   |  |  |  |  |  |  |  |
|                                                       | N15                               | Democratische groep Georgische Hellenen                 | 14      | 0,00  | 0   | 0   | 0   |  |  |  |  |  |  |  |
| Totaal                                                | Totaal                            | Totaal                                                  | 506.131 | 100   | 130 | 130 | 130 |  |  |  |  |  |  |  |
|                                                       |                                   |                                                         |         |       |     |     |     |  |  |  |  |  |  |  |
| Geregistreerde kiezers en opkomst                     | Geregistreerde kiezers en opkomst | Geregistreerde kiezers en opkomst                       | 831.324 | 60,96 |     |     |     |  |  |  |  |  |  |  |
| Bronnen: CESKO, Nohlen, Lexicon DR Georgië 1918-1921. |                                   |                                                         |         |       |     |     |     |  |  |  |  |  |  |  |

## Internationale reacties
- De Armeense en Azerbeidzjaanse leiders feliciteerden per telegram Georgië met de opening van de Grondwetgevende Vergadering op 12 maart 1919.[16]